# Bert Patenaude
Bertrand Arthur "Bert" Patenaude (Fall River, 4 november 1909 – aldaar, 4 november 1974) was een Amerikaans voetballer. Hoewel eerder betwist, is hij door de FIFA officieel aangeduid als de maker van de eerste hattrick in de geschiedenis van het wereldkampioenschap voetbal.
Patenaude werd in 1971 ingewijd in de National Soccer Hall of Fame. Hij overleed in Fall River, op zijn verjaardag.

## Clubcarrière
Patenaude begon zijn carrière in 1928 bij de Philadelphia Field Club in de American Soccer League (ASL). In zijn acht wedstrijden voor Philadelphia maakte hij zes doelpunten. Ondanks zijn productiviteit vertrok hij voor één wedstrijd naar J&P Coats, om vervolgens te vertrekken naar de Fall River F.C., een club uit zijn geboorteplaats. Hij bleef in Fall River tot de zomer van 1930, hij won de National Challenge Cup in dat jaar en vertrok naar de Newark Americans. Hij maakte zeven doelpunten in vijf wedstrijden in het begin van het seizoen 1930/31, maar keerde terug naar de 'Marksmen' voor het einde van het seizoen. In 1931 fuseerde Fall River met de New York Soccer Club tot de New York Yankees. Fall River was echter al begonnen aan de National Cup. Hoewel de Yankees dat jaar de beker wonnen, staat Fall River hierdoor in de geschiedenisboeken. In het bekertoernooi maakte Patenaude vijf doelpunten in de met 6–2 gewonnen wedstrijd tegen de Bricklayers and Masons uit Chicago. Patenaude bleef bij de Yankees tot de lente van 1931. In de herfst van 1931 speelde hij bij de New York Giants.
Vanwege het omvallen van de ASL door financiële problemen zijn de gegevens onvolledig, maar het lijkt erop dat Patenaude in 1933 tekende bij de Philadelphia German-Americans in de hernieuwde, semiprofessionele American Soccer League. In 1934 vertrok hij naar het westen en tekende bij de St. Louis Central Breweries in de St. Louis Soccer League, op dat moment de enige professionele competitie in het land. Central Breweries won de competitie en de National Challenge Cup 1935. In 1935 stapte Central Breweries uit de competitie, werd een onafhankelijk team en stopte de brouwerij met de sponsoring. Patenaude bleef bij het team, dat zich vanaf dan de St. Louis Shamrocks noemde. In 1936 bereikten de Shamrocks de finale van de National Challenge Cup waarin werd verloren van de Philadelphia German-Americans. In datzelfde jaar keerde Patenaude terug naar het oosten om te spelen bij Philadelphia Passon in de ASL.

## Interlandcarrière
In 1930 werd Patenaude opgeroepen door het Amerikaans voetbalelftal voor het WK van 1930. Tijdens dat WK maakte hij het eerste Amerikaanse doelpunt tegen België en maakte een hattrick in de met 3–0 gewonnen wedstrijd tegen Paraguay. Nadat de Verenigde Staten in de halve finale werden uitgeschakeld door Argentinië speelde het team nog vriendschappelijke wedstrijden in Zuid-Amerika. In de laatste wedstrijd, tegen Brazilië, speelde Patenaude zijn laatste wedstrijd en maakte tevens zijn zesde en laatste doelpunt ooit voor de Verenigde Staten.
De vier doelpunten die Patenaude op het wereldkampioenschap maakte bleven tachtig jaar lang een record, tot Landon Donovan op het WK 2010 zijn record verbrak.
| Interlands van Bert Patenaude voor de Verenigde Staten | Interlands van Bert Patenaude voor de Verenigde Staten | Interlands van Bert Patenaude voor de Verenigde Staten | Interlands van Bert Patenaude voor de Verenigde Staten | Interlands van Bert Patenaude voor de Verenigde Staten | Interlands van Bert Patenaude voor de Verenigde Staten |
| №                                                      | Datum                                                  | Wedstrijd                                              | Uitslag                                                | Soort wedstrijd                                        | Doelpunten                                             |
| ------------------------------------------------------ | ------------------------------------------------------ | ------------------------------------------------------ | ------------------------------------------------------ | ------------------------------------------------------ | ------------------------------------------------------ |
| 1.                                                     | 13 juli 1930                                           | Verenigde Staten – België                              | 3 – 0                                                  | WK 1930                                                | 1                                                      |
| 2.                                                     | 17 juli 1930                                           | Verenigde Staten – Paraguay                            | 3 – 0                                                  | WK 1930                                                | 3                                                      |
| 3.                                                     | 26 juli 1930                                           | Argentinië – Verenigde Staten                          | 6 – 1                                                  | WK 1930                                                | 0                                                      |
| 4.                                                     | 17 augustus 1930                                       | Brazilië – Verenigde Staten                            | 4 – 3                                                  | Vriendschappelijk                                      | 2                                                      |

### Hattrick
17 juli 1930 was de meest historische dag in de carrière van Patenaude. Op die dag speelde de Verenigde Staten een wedstrijd tegen Paraguay op het eerste wereldkampioenschap voetbal. Patenaude opende de score in de tiende minuut. Een tweede doelpunt in de vijftiende minuut werd aan verschillende spelers toegekend; aan Aurelio González als een eigen doelpunt (door de RSSSF), aan de Amerikaan Tom Florie (door de FIFA in het officiële wedstrijdverslag) en aan Patenaude (door de voetbalbond van de Verenigde Staten). In de vijftigste minuut zette Patenaude de eindstand op het scorebord: 3–0.
Het geschil over de doelpuntenmaker van het tweede doelpunt leidde tot verwarring omtrent de eerste hattrick op een WK, aangezien de Argentijn Guillermo Stábile er twee dagen later een maakte in de wedstrijd tegen Mexico. Op 10 november 2006 kondigde de FIFA officieel aan dat het inderdaad Patenaude was, die de eerste hattrick scoorde.